# Municipio de Lower Augusta
El municipio de Lower Augusta  (en inglés, Lower Augusta Township) es un municipio del condado de Northumberland, Pensilvania, Estados Unidos. Tiene una población estimada, a mediados de 2023, de 1026 habitantes.

## Geografía
Está ubicado en las coordenadas 40°46′55″N 76°48′41″O / 40.78194, -76.81139 (40.781945, -76.811359).

## Demografía
Según la estimación 2018-2022 de la Oficina del Censo, los ingresos medios de los hogares de la localidad son de $56,786 y los ingresos medios de las familias son de $73,646. Alrededor del 8.4% de la población está por debajo de la línea de pobreza.